# 마리자
마리자(포르투갈어: Marisa dos Reis Nunes 마리자 두스 헤이스 누느스[*], 1973년 12월 16일-)는 포르투갈의 파두가수다. 한국에는 2002 월드컵 당시 포루투갈전에서 포루투갈 국가를 불러서 알려졌다.